# Tọa độ đồng nhất
Tọa độ đồng nhất, được đưa ra bởi August Ferdinand Möbius, cho phép các phép biến đổi Affine có thể được biểu diễn dễ dàng bằng một ma trận. Đồng thời, nó giúp cho việc tính toán có thể thực hiện trong không gian xạ ảnh, giống như là hệ tọa độ Descartes trong không gian Euclide. Hệ tọa độ đồng nhất của một điểm trong không gian xạ ảnh với n chiều thường được viết thành (x: y: z:...: w), một vector hàng với kích thước n + 1, hay (0: 0: 0:...: 0). Hai tập tọa độ tỉ lệ với nhau, thì cùng cho ra một điểm trong không gian xạ ảnh, nghĩa là: với bất kì giá trị khác 0 c nào từ trường K, thì (cx: cy: cz:...: cw) quy ước là cùng một điểm trong không gian xạ ảnh. Vì thế, hệ tọa độ này có thể được giải thích như sau: nếu không gian xạ ảnh được tạo từ không gian vector V với n + 1 chiều, để tạo ra tọa độ trong V bằng cách chọn một cơ sở, và dùng chúng trong P(V), một lớp tương đương các vector khác không tỉ lệ với nhau trong V.